# Hans von Dohnanyi
Hans von Dohnanyi ([doˈnaːni]), eredetileg Johann von Dohnányi (Bécs, 1902. január 1. – Sachsenhauseni koncentrációs tábor, 1945. április 9.) német jogász, a nemzetiszocializmussal szembeni ellenállás harcosa, a számos prominens tagot számláló Dohnányi család tagja. 1938-ban a Lipcsei Birodalmi Kerületi Bíróság tagja lett. Röviddel a második világháború vége előtt kivégezték.

## Élete
Dohnányi Ernő magyar zeneszerző és Elisabeth Kunwald osztrák-zsidó zongoraművésznő fiaként született. Szülei válása után, Berlinben nőtt fel. Dietrich és Klaus Bonhoeffer osztálytársa volt a grünewaldi gimnáziumban. 1920-tól 1924-ig jogtudományt tanult a berlini Humboldt Egyetemen. 1925-ben jogi doktorátust szerzett A nemzetközi bérleti szerződés, mint Csehszlovákia területbérlete a Hamburgi kikötőben a Moldva folyón témában.
Első, „teljes mértékben kielégítő” államvizsgája 1924-es abszolválása után, 1925-ben feleségül vette Bonhoeffer Christinét, Dietrich és Klaus iskolatársai húgát, Karl Bonhoeffer lányát. A házassággal a hangsúlyt az a-ra tette családnevében. Bärbel (1926), Klaus (1928), valamint Christoph (1929), három gyors egymásutánban született gyermekéből kettő is követte őt az ismertségben: Klaus 1981-től 1988-ig Hamburg első polgármestere volt, Christoph pedig sikeres karmester lett. Unokája, Justus von Dohnányi filmrendező.
1928-ban „jó” minősítéssel tette le második jogi államvizsgáját. Rövid tevékenysége után a Hamburgi Szenátusban, 1929-ben kezdődött jogászi karrierje. A Birodalmi Igazságügyi Minisztériumban több igazságügy-miniszter mellett személyi asszisztensként dolgozott, majd az államügyész szolgálatában, 1934-től pedig kormánytanácsosként. 1932-től a Birodalmi Elnök, a bíró Erwin Bumke segédtisztje volt, ebben a funkcióban lépett fel, amikor a Porosz Királyság önállóvá vált, s hadat gyűjtött a Birodalom ellen.
A Röhm-puccs után von Dohnanyi kapcsolatba került az ellenállás köreivel. A kormány megrendelésére ő készítette a feljegyzést a tervezett merénylet állítólagos összeesküvőiről, illetve a rendszerellenes bűncselekményekről, a szabályos bizonyítékok a törvényes eljárásban azonban megkötötték a kezét.
Törvényelőkészítő fázisban Dohnanyi kiszolgálta a Náci Birodalmat: igazságügy-miniszteri minőségben Franz Gürtnert, ezen túlmenően Roland Freislert, valamint Fritz Graut a Büntetőjog Bizottság 37. találkozóján, ahol az első nagy ötletelésben megfogalmazódott a nürnbergi törvények koncepciója, valamint a végrehajtási rendeletek anyaga. Az ülésen bírálta, hogy a kidolgozott törvénytervezet „legfőbb célja nem a faji jogszabályok – hanem az alapvető fajvédelem garanciája”.
Amikor azonban a náci faji politikának egyre inkább kritikai attitűdje 1938-ban ismertté vált, a miniszter birodalmi tanácsossá nevezte ki.
Nem sokkal a második világháború kezdete előtt Hans Oster az Abwehr Külügyi Hivatalához vezényelte, amely Wilhelm Canaris irányítása alatt a Wehrmacht főparancsnoksága alá tartozott, s hamarosan az Adolf Hitler elleni szervezkedés fő központja lett.
1941 novemberében elbocsátották a bíróságtól. Dohnanyinak sikerült 1942-ben üldözött zsidókat, Fritz Arnold és Julius Fliess berlini ügyvédeket és családjuk tagjait mint álcázott ügynököket hivatalosan Svájcba menekítenie. Összesen 13 ember tudta az úgynevezett U-7-műveletben szabadon elhagyni az országot. Közben ő maga is titkos látogatást tett Svájcba, a menekülés előkészítésére.
1943 márciusában Henning von Tresckow puccskísérlete keretében részt vett a Hitler elleni merényletben: a Szmolenszkbe utazó Führer gépére bombát csempészett, amely azonban csütörtököt mondott.
1943. április 5-én Dohnanyit letartóztatták (a vádak állítólagos deviza-bűncselekmények voltak, a Jauch & Hübener cég tranzakciói). Karl Sack hadbíró elhúzódó eljárást folytatott le vele szemben. 1944-ben Dohnanyi a sachsenhauseni koncentrációs táborba került. Az 1944. július 20-ai merénylettel együtt a Hitler elleni újabb puccskísérlet is megbukott. Szeptember 22-én titkos feljegyzéseket találtak nála, valamint 1945. április 5-én Canaris titkos naplóját, a zosseni katonai bunkerben lévő páncélszekrényében. Ez bizonyítékul szolgált Dohnanyi, Dietrich Bonhoeffer, Ludwig Gehre, Hans Oster és Karl Sack ellen. Hitler elrendelte Ernst Kaltenbrunner és vele együtt előbbi vádlottak kivégzését. Az ügygazda a Reichssicherheitshauptamt vezetője, Walter Huppenkothen volt, aki ügyészként leutazott a sachsenhauseni koncentrációs táborba. Hatodikán mint elnök összehívott egy különleges SS-bíróságot azokból az SS-esekből, akik a koncentrációs táborban működtek. Védőügyvédek nem voltak. Gyorsított eljárásban a mentők hordágyán fekvő Dohnanyit halálra ítélték, és április 8-án vagy 9-én felakasztották.

## Jogi utóélet
A Harmadik Birodalom végén tevékenykedett Otto Thorbecket, a fellebbviteli bíróság elnökét és Walter Huppenkothen ügyészt a Németországi Szövetségi Köztársaság nevében megvádolták a náci rezsim gyilkosságainak támogatásával és bűnrészességgel. 1952-ben a Szövetségi Legfelsőbb Bíróság esküdtszéke először mindkettejüket felmentette, 1956-ban a harmadik jogorvoslati eljárás során azonban megváltoztatta álláspontját. Az állami bírósági eljárás felmentette Thorbecket és Huppenkothenst a gyilkosságban való részvétel vádja alól, mert az állami semmítőszék szerint az abban az időpontban hatályos törvények alapján kell a tényállást megállapítani; nem lehet senkit azért elítélni, mert azokat saját igazságérzetére hallgatva nem bírálta felül.
Különleges félreértést okozott az az érvelés, amelyet a Szövetségi Legfelsőbb Bíróság indokolásaként fogalmazott meg, miszerint az ítélet oka nem a végrehajtásban való részvétel, hanem az a tény, hogy Huppenkothent felmentették, mielőtt a gyilkosság ügyében az ítéletet meghozta volna a legfelsőbb bíróság Wilhelm Canaris, Ludwig Gehre, Hans Oster, Karl Sachs és Ernst Kaltenbrunner esetében. Kaltenbrunner aláírása Huppenkothensnek a legfelsőbb bíróság 1956-os véleménye szerint jogszerűnek bizonyult. Az állítólagos gyilkosság ügyében Dohnanyit és Huppenkothent is felmentették, mert kétség esetén a vádlottat nem lehet elítélni, bár a bíróság vezetői azt az ítéletet megerősítették.
1995-ben a Szövetségi bíróság első alkalommal határolódott el az 1956-os ítélettől, amelyben a bíró munkáját az egykori NDK-ban értékelték. A Dohnanyi elleni ítéletet, az 1998. szeptember elsején hatályba lépett törvény az igazságtalan nemzetiszocialista ítélkezést büntető igazságszolgáltatás keretében hatályon kívül helyezte. Günter Hirsch (a Szövetségi Bíróság elnöke 2000-től 2008-ig) azt mondta, 2002-ben Hans von Dohnanyi születése centenáriumán: „ez a döntés (1956), amelyben a Harmadik Birodalom egykori bíráit egy különleges bíróság, majd később egy hadbírótanács ítélte el, szégyent hozott a Szövetségi Bíróságra”. Ezen kívül azt mondta: „a Szövetségi Bíróság 1956-ban justizmordot követett el, amikor azon az alapon mentették fel őket, hogy a bírák nem is vehettek részt a náci uralom során az 50 000 halálos ítélet meghozatalában, hiszen azok a vádlottak bíróság elé sem kerültek”.

## Emlékezete
- Izrael állam Hans von Dohnanyit 2003. október 26-án a Világ Igaza megtiszteltetésben részesítette, mert saját élete veszélyeztetésével megmentette az Arnold és a Fliess családokat. Nevét a Jad Vasem emléktáblájára felírták.
- Lipcsében, Leverkusenben, Karlsruhéban és Oranienburgban utcát neveztek el róla.

## Dokumentumok
- Winfried Meyer (EDS.): Összeesküvők Hitler ellen: Isten nem adott páncélt a szívem köré. Levelek a katonai börtönből, illetve a Gestapo börtönéből, 1943–1945, DVA, München, 2015 ISBN 978-3-421-04711-3

## Fordítás
- Ez a szócikk részben vagy egészben  a   Hans von Dohnanyi című német Wikipédia-szócikk ezen változatának fordításán alapul.  Az eredeti cikk szerkesztőit annak laptörténete sorolja fel. Ez a jelzés csupán a megfogalmazás eredetét és a szerzői jogokat jelzi, nem szolgál a cikkben szereplő információk forrásmegjelöléseként.